# Lalapin
Lalapin – wieś (desa) w kecamatanie Hampang, w kabupatenie Kotabaru w prowincji Borneo Południowe w Indonezji.
Miejscowość ta leży we wschodniej części kecamatanu.